# Saint-Pierre-de-Jards
Saint-Pierre-de-Jards är en kommun i departementet Indre i regionen Centre-Val de Loire i de centrala delarna av Frankrike. Kommunen ligger i kantonen Vatan som tillhör arrondissementet Issoudun. År 2022 hade Saint-Pierre-de-Jards 98 invånare.

## Befolkningsutveckling
Antalet invånare i kommunen Saint-Pierre-de-Jards
Referens:INSEE